# Maximilian Hermann
Maximilian Hermann, né le 10 décembre 1991 à Linz, est un handballeur autrichien. Il évolue au poste d'arrière droit au HC Linz AG et en équipe nationale d'Autriche.
Son frère jumeau, Alexander Hermann, est également handballeur international.

## Carrière

### En équipe nationale
- 11e place au Championnat d'Europe 2014
- 13e place au Championnat du monde 2015
- 19e place au Championnat du monde 2019